# Kalinjingrad
Kalinjingrad (rus. Калининград, njem. Königsberg, polj. Królewiec, a od 14. do 16. stoljeća: Królówgród, zatim lit. Karaliaučius, stari hrvatski naziv: Kraljevac, lat. Regiomontium), lučki grad i glavni grad Kalinjingradske oblasti, ruske eksklave između Poljske i Litve, s pristupom Baltičkom moru.  
Pod njemačkim imenom bio je glavni grad njemačke pokrajine Istočne Pruske, bivšeg poljskog posjeda Pruske kneževine te, prije toga, Države Teutonskog viteškog reda.

## Povijest

### Država viteškog reda
Königsberg ("Kraljeva gora" na njemačkom) osnovali su 1255. vitezi Teutonskog reda za vrijeme njihova osvajanja Pruske. Grad je imenovan u čast češkog kralja Otakara II., koji je došao pomoći Redu u njegovu osvajanju, skrivenom iza pokrštavateljskih misija zvanih Sjeverni križarski ratovi.
Tijekom idućih desetljeća, Teutonski red, uz pomoć raznih viteza iz Zapadne Europe, pokorio je domaće baltičke Pruse, čime je započelo istrebljivanje lokalnih baltičkih Prusa i njemačko naseljavanje u tom području. Preostali baltički Prusi su ponijemčeni. Unatoč svemu tome, baltički pruski jezik nije izumro sve do 18. stoljeća. 
Königsberg je bio glavni grad Sambije, jedne od četiri dijeceze na koje je Prusku 1243. godine podijelio papinski legat Vilim Modenski. Glavnim svetcem zaštitnikom tamošnje katedrale ("Königsberger Dom")  bio je sveti Adalbert Praški. Königsberg je postao članom Hanzeatske lige i važnom lukom za Prusku i Litvu.
Kao rezultat Trinaestogodišnjeg rata ("Rata gradova") između Reda i Poljske, Država Teutonskog viteškog reda smanjila se nakon Toruńskog mira na područje kasnije Kneževine Pruske, pod poljskom krunom.

## Zemljopis
Kalinjingrad je smješten na ušću rijeke Pregel, koja ondje uvire u Vislansku lagunu. Zemljopisni položaj Kalinjingrada je 54°43′N 20°31′E / 54.717°N 20.517°E. 
Morska plovila mogu doći do Gdanjskog zaljeva i Baltičkog mora kroz Vislansku lagunu i Baltijski tjesnac.

## Gospodarstvo
Luke Baltičkog mora

## Znamenitosti
- Kalinjingradska katedrala - glavna crkva starog Königsberga
- Sackheimska vrata i Kraljevska vrata
- Dom Sovjeta
- Katedrala Krista Spasitelja(Kaliningrad), pravoslavna katedrala, 2005. je još u izgradnji
- Kalinjingradski zoološki vrt (bivši "Königsberg Tiergarten") i bivša lokacija Ostmessea
- "Ploščad pobedi" (Trg pobjede - gradsko središte)
- Kalinjingradsko sveučilište
- stare utvrde

## Sport
Nogometni klub FK Baltika Kalinjingrad.

## Poznati stanovnici
- Christian Goldbach (1690. – 1764.), matematičar
- Immanuel Kant (1724. – 1804.), filozof
- Fanny Lewald (1811. – 1889.), feministica i spisateljica
- Ernst Theodor Amadeus Hoffmann (1776. – 1822.), spisatelj i skladatelj
- Gotthilf Heinrich Ludwig Hagen (1797. – 1884.), fizičar
- Gustav Robert Kirchhoff (1824. – 1887.), fizičar
- Karl Rudolf König (1832. – 1901.), fizičar
- Käthe Kollwitz
- Otto Wallach (1847. – 1931.), kemičar
- David Hilbert (1862. – 1943., Wehlau), matematičar
- Erich von Drygalski (1865. – 1949.), istraživač
- Arnold Sommerfeld (1868. – 1951.), fizičar
- Agnes Miegel (1879. – 1964.), autorica
- Hannah Arendt (1906. – 1975.), politički teoretičar
- Lea Rabin (1928. – 2000.), supruga Yitzhaka Rabina
- Heinrich August Winkler (1938.-), povjesničar
- Neuobičajeno velik broj astronauta je živio u Kalinjingradu
  - Aleksej Leonov, astronaut (1934.-), prva osoba koja je činila "šetnju u svemiru"
  - Viktor Pacajev (1933. – 1971.), astronaut
  - Jurij Romanenko
  - Aleksander Viktorenko
- Oleg Gazmanov, ruski popularni pjevač
- Ljudmila Putina (prva dama Rusije) je rođena u ovom gradu
- Sergej Snegov, pisac znanstvene fantastike

- Za više podataka o razdoblju poslije 1945. vidi: Kalinjingradska oblast i Jasnaja Poljana.

## Vanjske poveznice
- http://www.ost-preussen.de/ostpr/koenigsb.htm (Povijest grada)
- https://web.archive.org/web/20110814041618/http://www.klgd.ru/en/ (lokalna uprava)
- https://web.archive.org/web/20050305134507/http://www.kcxc.org/index.php (ortodoksna katedrala u Kalinjingradu, stranica na ruskome jeziku)
- http://www.territorial.de/ostp/koen/koen.htm. (povijest ozemlja 1815. – 1945., stranica na njemačkom jeziku)
- http://www.kaliningrad.aktuell.ru/  Arhivirana inačica izvorne stranice od 24. travnja 2007. (Wayback Machine) Kalinjingrad aktualno - lokalne novine)
- BBC-eva priča o Kalinjingradu

## Zemljovidi Pruske
- J. Lemmen's slike današnje Istočne Pruske i područja Kalinjingrada
- Landsmannschaft Ostpreußen - Info o Istočnoj Pruskoj (Zemlja mračnih šuma i kristalnih jezera)

1. ↑  Hrvatski egzonimi – Kraljevac. egzonimi.lzmk.hr. Pristupljeno 14. svibnja 2025.